# Téléphone de campagne 50

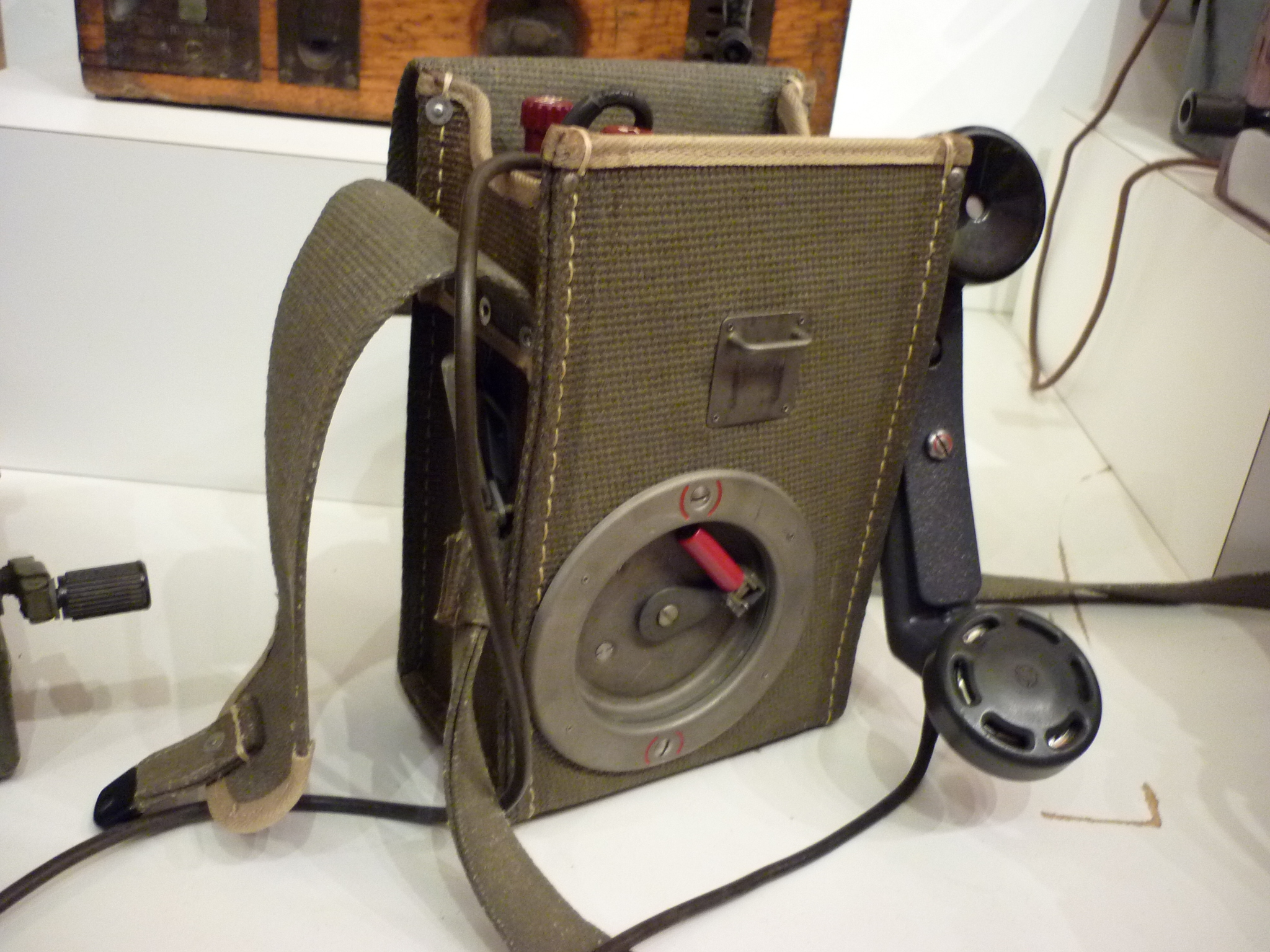
un téléphone de campagne 50

Le téléphone de campagne 50 (TF50) aussi appelé Feldtelefon 50 est un téléphone de campagne qui fut utilisé dans l'armée suisse. Il tire son nom de l'année 1950 où il est entré en service. Fabriqué par Albiswerk Zurich AG (désormais propriété de Siemens) il a été développé entre 1948 et 1950 et produit de 1951 à 1960.
Ce téléphone a été retiré de l'armée suisse dans le cadre de la réforme « Armée XXI » (dès 2004). La fonction de téléphoniste a été supprimée.

## Spécifications
Le boîtier du téléphone pèse 2,6 kg et a une dimension de 150 × 100 × 225 mm.  Il est enveloppé dans une enveloppe protectrice en forme de cube en toile verte sur laquelle une sangle du même matériau est fixée.
Le téléphone à combiné écouteur-microphone est alimenté par une batterie de 1,5 V. À l'avant du boitier, une ouverture circulaire donne accès à la manivelle permettant de déclencher la sonnerie de l'appareil distant.
Deux clips, disposés à l'extrémité supérieure de l'appareil, permettent de raccorder les fils de la ligne téléphonique extérieure.

## Utilisation
Le téléphone de campagne 50 a été utilisé depuis 1952 par toutes les troupes de l'armée suisse pour les liaisons point-à-point. Relié au central téléphonique 57, il pouvait être intégré à un réseau militaire interne (par exemple les différentes compagnies d'un bataillon) et/ou au réseau civil. Dans ce dernier cas, il suffisait d'indiquer le numéro civil à contacter à l'opérateur du central téléphonique 57.